# Смидовичский район

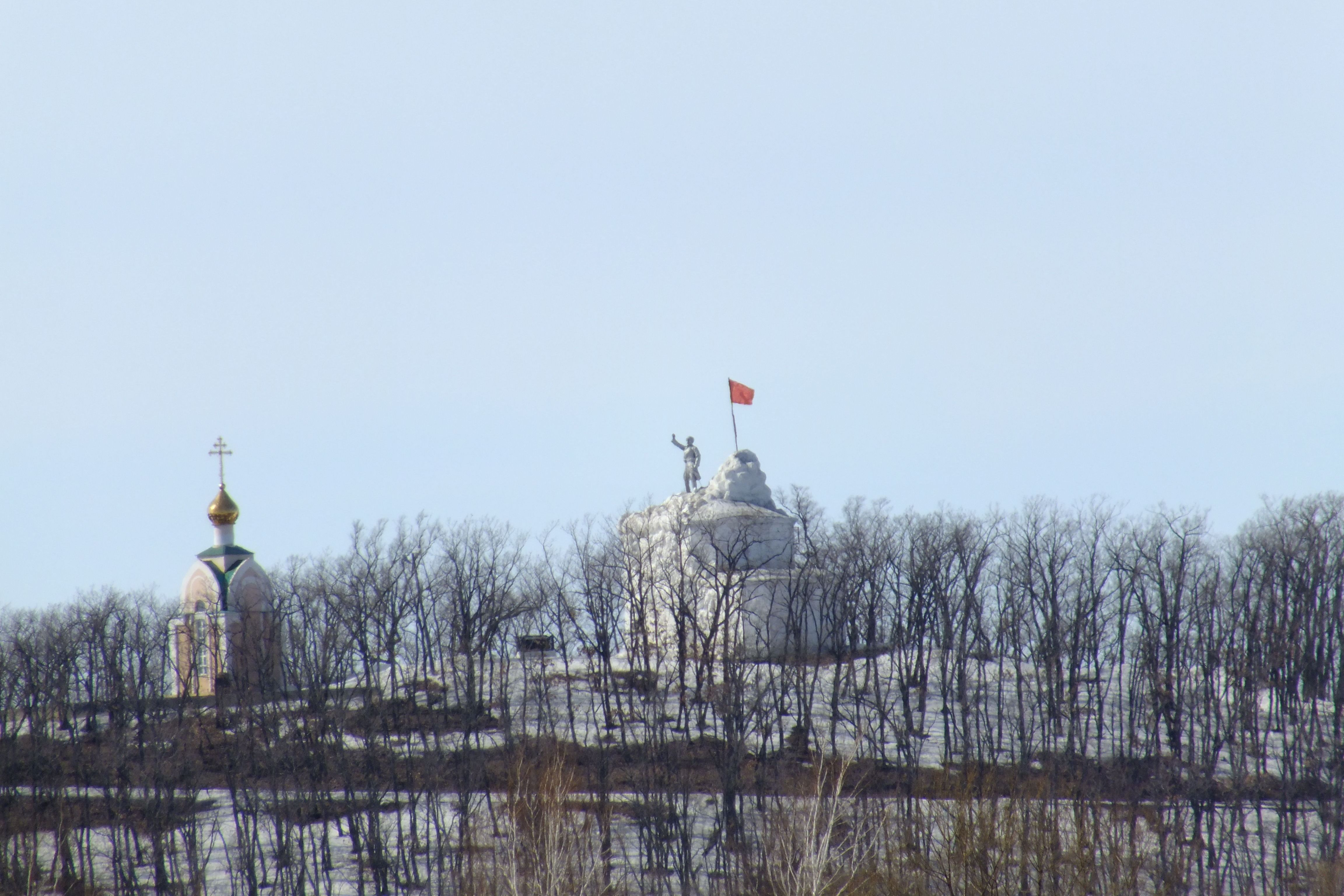
Сопка Июнь-Корань, памятник «Волочаевский бой» у села Волочаевка-1

Смидо́вичский райо́н — административно-территориальная единица (район) и муниципальное образование (муниципальный район) в Еврейской автономной области России.
Административный центр — посёлок городского типа Смидович.

## География
Район занимает восточный участок территории Еврейской автономной области, примыкая к реке Амур.
На северо-востоке район граничит с Хабаровским краем, на юго-востоке — с Китайской Народной Республикой, на западе — с Биробиджанским муниципальным районом ЕАО.
Площадь территории — 5,9 тыс. км².

## История
20 июля 1934 года ВЦИК постановил «образовать в составе автономной Еврейской национальной области: 5) Смидовичский район с центром в рабочем поселке Смидович (быв. Ин)».
Административные преобразования
В 1934 году Смидовичский район включал Смидовичский поселковый совет (п/с), а также Владимировский, Волочаевский, Даниловский, Дежневский, Ин-Корейский, Нижне-Спасский, Николаевский, Петровский, Покровский, Самаро-Орловский, Урминский сельские советы (с/с).
26 августа 1934 года Урминский с/с был упразднён путём присоединения к Смидовичскому п/с.
В 1937 году в связи с депортацией корейцев Ин-Корейский был упразднён. Вместо него был воссоздан Урминский с/с.
В 1938 году Николаевский сельский совет был преобразован в поселковый совет. Одновременно был создан Волочаевский п/с.
В 1949 году образован Тельмановский п/с.
В 1954 году Владимировский с/с был присоединён к Покровскому.
В 1958 году из части Смидовичского п/с был выделен Аурский с/с. Тогда же к Смидовичскому п/с был присоединён Урминский с/с. Покровский с/с был преобразован в Приамурский п/с.
В 1967 году Дежневский с/с был переименован в Ключевской.
В 1969 году из части Даниловского с/с был образован Камышовский с/с, а из части Волочаевского с/с — Партизанский с/с. Самаро-Орловский с/с был присоединён к Ключевскому, а Петровский — к Смидовичскому п/с.
В 1972 году Нижне-Спасский с/с был присоединён к Камышовскому. Из части территории Смидовичского п/с был образован Песчановский с/с.
В 1992 году сельские и поселковые советы были преобразованы в сельские и поселковые администрации, а в 2000 году — в сельские и поселковые округа. В ходе муниципальной реформы были образованы 4 городских и 2 сельских поселения.

## Население
| 1935    | 1939    | 1959    | 1970    | 1979    | 1989    | 1992    |
| ------- | ------- | ------- | ------- | ------- | ------- | ------- |
| 12 567  | ↗19 910 | ↗28 339 | ↘27 459 | ↗28 114 | ↗29 708 | ↗30 400 |
| 1998    | 2002    | 2008    | 2009    | 2010    | 2011    | 2012    |
| ↘29 500 | ↘28 193 | ↘27 711 | ↘27 710 | ↗28 165 | ↘28 034 | ↘27 396 |
| 2013    | 2014    | 2015    | 2016    | 2017    | 2018    | 2019    |
| ↘26 901 | ↘26 478 | ↘25 844 | ↘25 203 | ↘24 676 | ↘24 186 | ↘23 689 |
| 2020    | 2021    | 2023    |         |         |         |         |
| ↗23 717 | ↘22 404 | ↘22 154 |         |         |         |         |

### Урбанизация
В городских условиях (пгт Волочаевка-2, Николаевка, Приамурский и Смидович) проживают 70,09 % населения района.

## Территориально-муниципальное устройство
В Смидовичском районе 25 населённых пунктов в составе 4 городских и 2 сельских поселений:
| № | Городские и сельские поселения   | Административный центр | Количество населённых пунктов | Население | Площадь, км2 |
| - | -------------------------------- | ---------------------- | ----------------------------- | --------- | ------------ |
| 1 | Волочаевское городское поселение | пгт Волочаевка-2       | 2                             | ↘2058     | 22,84        |
| 2 | Николаевское городское поселение | пгт Николаевка         | 3                             | ↘6739     | 238,76       |
| 3 | Приамурское городское поселение  | пгт Приамурский        | 4                             | ↘4144     | 179,38       |
| 4 | Смидовичское городское поселение | пгт Смидович           | 8                             | ↘5994     | 4261,63      |
| 5 | Волочаевское сельское поселение  | село Партизанское      | 4                             | ↘1839     | 894,12       |
| 6 | Камышовское сельское поселение   | село Камышовка         | 4                             | ↗1380     | 260,01       |

Населённые пункты
В сносках к названию населённого пункта указана муниципальная принадлежность

| Николаевка     | ↘6196 |
| Смидович       | ↘4262 |
| Приамурский    | ↘3153 |
| Волочаевка-2   | ↘1917 |
| Имени Тельмана | ↗1210 |
| Волочаевка-1   | ↘1148 |
| Камышовка      | ↗1123 |
| Песчаное       | ↗1088 |
| Партизанское   | ↗1067 |

| Ключевое      | ↗874 |
| Даниловка     | ↗858 |
| Аур           | ↗741 |
| Белгородское  | ↘535 |
| Соцгородок    | ↗141 |
| Ольгохта      | ↘72  |
| Дежнёвка      | 62   |
| Дежнёвка      | ↗46  |
| Нижнеспасское | ↗43  |

| Владимировка | ↗31 |
| Оль          | ↘23 |
| Икура        | ↗20 |
| Осиновка     | ↗20 |
| Усов Балаган | ↘8  |
| Лумку-Корань | →0  |
| Урми         | →0  |

## Экономика
Основные виды экономической деятельности промышленности района: обрабатывающие производства, производство, передача и распределение электроэнергии и воды.
Хорошие климатические условия района обеспечивают вызревание пшеницы, овса, ячменя, гречихи, сои, кукурузы на зерно (раннеспелые сорта), томатов, огурцов и перца, баклажан и бахчевых (высаженные рассадой). На территории района работают: сельскохозяйственные предприятия — 3, крестьянские (фермерские) хозяйства — 30 и более 4500 личных подсобных хозяйств.

## Транспорт
По территории района проходит Дальневосточная железнодорожная магистраль и автомобильная дорога «Чита—Хабаровск». Общая сеть автомобильных дорог составляет 686 км.